# Los Lichis
Los Lichis est un groupe de free-rock psychédélique fondé en 1996 à Monterrey, Mexique en 1996. 
Le groupe a d'abord travaillé comme un collectif d'art conceptuel multimédia, mais s'est ensuite tourné vers des improvisations musicales Lo-fi. En 2000, le compositeur français Jean Baptiste Favory a rejoint le groupe. Los Lichis ont également joués sous des pseudonymes tels que « Cacaflies » et « Chavilocos & The Butchers Filarmonika ».

## Histoire
En 1996, trois artistes visuels : Manuel Mathar, Gerardo Monsivais et José-Luis Rojas se rencontrent à l'Université de Monterrey au Mexique et commencent à jouer les instruments de musique à leur disposition. Ils développent alors leur pratique artistique, comme une forme d’interaction sociale entre amis.
Outre la musique, Los Lichis travaillent sur de multiples formes d’art telles que le dessin, la peinture, la photo, la vidéo, l’installation et les performances. Il existe un grand nombre d'enregistrements sur cassette audio de leurs improvisations musicales. Le nom du groupe, « Lichis », est une référence à l'argot mexicain d'un chien errant et affamé, qui leur a rendu visite un soir pluvieux dans leur appartement. Les « Lichis » deviennent alors un symbole esthétique, dans leur propre idiosyncrasie, d’une forme de vie fragile et précaire.
Los Lichis  a présenté ses projets dans certains des lieux d'art alternatif les plus importants de la fin des années 90 au Mexique ( La Panadería, X-Teresa Arte Actual, Galerie BF15). 
Pour eux, l'art est un acte de liberté teinté d'un humour décalé. Lors de leurs premières prestations musicales, le groupe improvisait pendant des heures dans une salle fermée, séparée du public. Le groupe a ainsi pu conserver l'amusement et la fraîcheur d'une répétition musicale privée. Los Lichis n'est pas un groupe conventionnel jouant dans des salles de rock et leurs apparitions se font principalement dans des espaces culturels publics (Musée, Galeries d'Art).
La relation que Los Lichis entretenait avec l'ancienne galerie franco-mexicaine BF 15 a permis à Gerardo Monsiváis et Manuel Mathar d'exposer leurs œuvres à la Foire internationale d'art contemporain de Paris (FIAC) en 2000. C'est là qu'ils rencontrent le compositeur expérimental Jean-Baptiste Favory  pour des improvisations, dans le cadre de l'exposition sur leur stand lors de la foire. Ils jouent en direct dans l'émission de radio Epsilonia, un programme de musique expérimentale sur Radio Libertaire. Jean-Baptiste Favory devient alors le quatrième membre du groupe aux claviers, enrichissant le bagage musical du groupe. En 2003, ils jouent au festival Sonic Protest à Paris.
La première décennie du XXIe siècle débute avec une rupture progressive dans la production artistique du groupe. Cela était dû en partie à l’engagement croissant de chaque membre dans leurs projets individuels, mais aussi à la déception et à l’ennui qu’ils ressentaient à l’égard du circuit de l’art contemporain.
Malgré cela, et une pause temporaire de José-Luis, leur pratique musicale a continué à donner naissance à des expériences plus complexes. Ce projet a été renforcé par la collaboration du guitariste Alfonso Gutiérrez (1974 – 2007), du batteur Gildardo Gonzalez et du graphiste Sergio de Osio. Dans l'atelier d'Osio, de nombreux flyers, affiches, T-shirts et CD de Los Lichis ont été imprimés. 
Parfois, ils apparaissent sous des noms différents, tels que « Cacaflies » ou « Chavilocos & The Butchers Filarmonika ». Le style musical du groupe s'étend une gamme d'influences incluant la musique psychédélique, le krautrock, le punk, l'avant-garde, le free-jazz, le folk ou la musique électronique.
Sortie en juin 2013 d'un double album vinyle : Dog ; une compilation résumant les dix premières années du groupe. En 2015, ils sortent un nouveau CD en édition limitée intitulé "The Giant Lichis". Ces deux albums ont été positivement critiqués par le critique musical Byron Coley dans le magazine britannique The Wire. Également en 2015, le label américain Feeding Tube Records, propriété de Coley, a réédité 500 exemplaires de « Dog », distribués dans le monde entier par Forced Exposure. Los Lichis est considéré comme l'un des groupes underground les plus importants du Mexique.
« Vingt ans... et Los Lichis sont toujours là, ils apparaissent et disparaissent, mais quand ils jouent de nouveau, ils laissent sûrement leur empreinte. » affirme le critique musical mexicain, David Cortés .
« Los Lichis conservent cette étincelle vitale et cette sauvagerie frémissante que seule la meilleure musique improvisée peut offrir », écrit Robert Ham du magazine Pitchfork.

## Discographie

### Vinyles
- Eerie breedings LP L'eau des fleurs records (2023)
- Small Mole & The Flavor Jewel Trio (LP Ever/Never records 2022)
- Savage Lichis religion (Los Lichis & Pakito Bolino) - Feeding tube records[5] (2018)
- Dog (double LP)  - Feeding tube records[5] (2016)
- Dog (double LP) - Auto production 300 ex. signés (2013)

### CDs
- Ligatripa compilation (Universal / Conaculta 2001)
- XTAA  compilation (Conaculta 2003

- Religions sauvages ( Le Dernier Cri 2006)
- Compilation Ready Media (INBA / Conaculta 2010)

### Cassettes
- Cheap funeral music - Loki records 015[6]

### DVD
- Savage Religions (Le Dernier Cri 2006)
- Ready Media compilation (INBA / Conaculta 2010)

### CDr / DVDr
- Los Lichis Compilation I, II, III y IV  (1997-1999)
- Obrera Sessions I y II (2000)
- Andador 20 (2000)
- Lichis en Paris  Live Radio Libertaire (2000)
- Dulces Nombres (2001)
- Los Lichis Hits Collection #1 (2002)
- KKflies kill all the Lichis (Pantano Records 2003)
- Klassix '97 (Vuélvete Underground 2006)
- Chavilocos and the butchers filarmonika (2008)
- Live music soundtrack for the film The Cabinet of Dr Caligari (Robert Wiene) (2005)
- Los Lichis DVD 126 Traqcxzs 98-08 (2008)
- The Giant Lichis (2015)